# Гаазька конференція (1922)
Гаазька конференція — міжнародна фінансово-економічна конференція, що проходила з 15 червня по 20 липня 1922 року за участю делегацій 26 країн, (без Німецької Держави) тих самих, що на Генуезької конференції, і була скликана за її рішенням. Остання, не розв'язавши російського питання, прийняла на засіданні 17 травня 1922 року резолюцію про необхідність призначення комісії, яка повинна була ще раз розглянути розбіжності, що існували між радянським російським урядом та іншими урядами. У резолюції йшлося про те, що розгляду комісії підлягають питання про борги, приватну власність і кредити, і що члени комісій повинні з'явитися в Гаагу до 26 червня 1922 року.
Ця резолюція була прийнята підкомісією політичної комісії у складі італійської, британської, японської, польської, румунської, шведської, швейцарської та радянської делегацій і затверджена пленумом конференції на засіданні 19 травня. Ініціатива доручити особливій комісії подальшу розробку невирішених Генуезькою конференцією питань належала радянській делегації.
Комісія зібралася в Гаазі 15 червня 1922 року й засідала без участі радянської делегації до 26 червня 1922. Засідання були секретними. Протягом 11 днів комісія займалася відновленням єдиного фронту щодо питання про приватну власність іноземців.
На відміну від Генуезької конференції, країни представляли не повноважні представники чи керівники урядів, а переважно представники ділових кіл, промислові та банківські магнати, у минулому власники націоналізованих російських підприємств і банків.
Були створені «неросійська» і «російська» комісії. В останній було створено три підкомісії:
- приватної власності, на чолі з Ллойд-Грімом (Велика Британія);
- боргів, на чолі з Альфаном (Французька республіка);
- кредитна, на чолі з бароном Авеццано (Королівство Італія).

Радянська делегація на чолі з Максимом Литвиновим брала участь у засіданнях усіх підкомісій у повному складі.
Перше спільне засідання відбулося 27 червня 1922 року. Основну роль грала підкомісія приватної власності.
Радянська делегація 7 липня передала конференції список підприємств із колишньої власності іноземців, які радянський уряд міг би здати в оренду або концесію. Вона прагнула отримати кредит від союзних держав, скасування воєнних боргів ціною відмови від відшкодування втрат часів воєнної інтервенції.
Дискусія зі спірних питань не привела до угоди. Коли деякі делегації виявили зацікавленість у радянських пропозиціях, було вирішено припинити роботу конференції.
Водночас конференція свідчила про бажання ряду країн установити з Радянською Росією економічні відносини. Участь Радянської Росії в цій конференції означала фактичне визнання її з боку західних держав.